# 鼓聲
〈鼓聲〉（英語：The Sound of Drums）是英國科幻電視劇《異世奇人》系列3的第12集，2007年6月23日在BBC One首播。這集的編劇是拉塞爾·T·戴維斯，由科林·傑夫執導。在演員方面，除了固有的大衛·田納特飾演博士和費馬·阿吉曼扮演的瑪莎·鐘斯外，約翰·巴洛曼詮演的傑克·夏尼斯隊長及出演法師的約翰·森也有很重的戲份。
這集繼承〈烏托邦〉，講述博士、鐘斯和傑克隊長眼見TARDIS被法師偷走後回到當代的倫敦，竟發現他已當上英國首相。然而，法師的野心並不僅是統治英國，還有更大的陰謀，博士卻無力阻止他所做的一切。〈鼓聲〉首播期間一共吸引751萬人收看，取得的評價多樣，由極正面到極負面的都有。

## 劇情
上集提到博士、鐘斯和傑克隊長來到一百億年後的世界。在這兒，他們遇到文質彬彬的尤哈教授。不料，此人的真正身份竟是博士的天敵法師，更奪去博士的TARDIS。博士不甘於此，於是修復傑克隊長的時空調節器，成功回到當代的倫敦。鐘斯回顧四周，發現今天是公佈選舉結果的日子，薩克森大熱當選。博士仔細一看，竟發現薩克森就是法師，他深信野心勃勃的法師並不志在統治英國，並相信他正策劃更大的陰謀。但是，博士和傑克隊長卻不明白法師是如何在當代的倫敦參與競選，又同時身處於一百億年後的世界。
另一邊廂，儘管不少民眾對薩克森為之著迷，但《鏡報》的女記者薇薇安·魯克對他的身份感到可疑，於是訪問薩克森的太太露絲，希望能從她口中略知一二。然而，魯克的舉動被薩克森發現，於是使計殺她滅口。隨後，薩克森發表電視講話，指他與一種名為「圖飛球」（Toclafane）的外星生物取得聯繫，又指「圖飛球」會在明天早上露面。博士在鐘斯的家中聽聞此消息後大覺荒謬，指這世上根本沒有這外星生物。此時，他發現鐘斯家中被人裝上炸彈，令眾人逃跑。逃過一劫後，鐘斯意識到薩克森會被誘惑他們而將其家人擄走。果然，鐘斯在致電其母時確定了此事。
薩克森成功截聽電話，在對話中，他告之眾人已被列作恐怖份子通緝名單內，又稱已到火炬木小組流放到天邊，故現在己沒有人能夠幫到他們。為求反擊，博士等人躲起來研究薩克森的背景。傑克隊長收到魯克的留下來的短片。原來，魯克早已知道採訪露絲凶多吉少，於是把自己所知的事通過影片告訴火炬木小組。在片中，魯克指薩克森的一切背景都是虛構的，而他是在前首相哈莉特下台後才出現。此外，他在出任國防部長所建立的「大天使計劃」表面上是一個改善通訊的系統，實質上是個發射音頻，令國民潛意識地支持他的工具。博士聞之此消息後終想到反制薩克森的方法—把「大天使」的音頻改調，再放置在鎖匙上，這樣就沒有人會理會他們。
英國與「圖飛球」的第三類接觸引起全國關注，各國代表都想一睹這外星生物而來到倫敦，其中包括美國總統溫特斯。薩克森親自迎接溫特斯，後者稱他會以美國總統的名義代表全球迎接「圖飛球」。面對這要求，薩克森非但沒有反對，更大表支持，令博士更加相信法師另有圖謀。於是，眾人暗中跟隨薩克森來到與「圖飛球」會見的地方—空中航空母艦「勇士號」。
翌日早上八時，「圖飛球」果然出現，卻明言不喜歡溫特斯而殺掉他。此時，法師表明真身，打開一道裂縫，成千上萬的「圖飛球」來到地球。法師下令屠殺他們全球十分一的人口，又用博士之前留下的斷掌取得其基因，令博士迅速老化。鐘斯有見於此，利用傑克隊長的時空調節器回到地面，餘下的劇情會在〈最後的時間領主〉交代。

### 前後連接
〈鼓聲〉的大部份連接都出自法師身上。首先，他以薩克森的名義參選，這個名字在系列2和系列3的多集均出現過，比如〈愛與獸〉、〈42〉和〈血之家族〉。隨後，薩克森發表電視講話，指人類近年頻頻見證外星生物的存在，比如碰毀大笨鐘的飛船和機械人，指的是〈撞毀大笨鐘〉／〈第三次世界大戰〉合集的斯里汀以及〈鬼軍〉／〈末日〉合集的賽博人。記者魯克在短片指薩克森是在前首相哈莉特下台後才出現，哈莉特首見於〈撞毀大笨鐘〉，當時她只是個後座議員。在〈第三次世界大戰〉後，她當選首相，在她的治下，英國帶入「黃金年代」。此後，該角還會在〈被盜地球〉出場。
薩克森在截聽鐘斯的電話後與博士對話，二人談及加利弗雷星的最後命運，即時間戰爭。然後，博士問法師是如何在戰爭中生還，後者未有具體回應，其真正原因會在〈時之終結〉透露。這集曾出現一個回閃鏡頭，講述法師的童年。在畫面中，他所穿著的服飾與〈戰爭遊戲〉中的第一個時間領主同款。回閃片畫中還提到年僅8歲的法師看到時間漩渦後毫不恐懼。時間漩渦是《異世奇人》的概念，它是一道時間旅行的通道。
在空中航空母艦「勇士號」上，法師在溫特斯與「圖飛球」會見前問露絲要否Jelly Bady，這除了是一款在英國很流行的糖果外，也是第四任博士最喜愛的食物。在殺死溫特斯後，法師利用博士的斷掌，取得其的基因後將博士變成一個老人。這斷掌源於〈聖誕入侵〉，而在隨後的〈博士之女〉、〈被盜地球〉／〈旅程終結〉合集中，這斷掌再次發揮其作用。同時，法師將博士老化的技術是取自〈回春實驗〉。

## 製作

### 劇本創作
〈鼓聲〉一名稱源於樂隊拜金玩家歌曲〈Voodoo Child〉的一句歌詞。本集編劇拉塞爾·T·戴維斯解釋〈Voodoo Child〉是他最喜愛的歌曲，且其歌詞又與本集的劇情雷同，故命名為〈鼓聲〉。同時，戴維斯又指本集的主角是法師。他指自新版《異世奇人》播出以來，他們就對英國首相此職大造文章，其中包括後座議員哈特莉意外地當選為首相，以及在〈賽博人的崛起〉中安排賽博人殺死「英國總統」。因此，戴維斯在這集設想：「假如首相由反派出任會如何」，而出任此職的正是法師。
與上集〈烏托邦〉劇組極力藏匿尤哈教授的真正身份不同，薩克森在這集中明顯地證明自己就是法師和時間領主。比如薩克森利用「大天使」計劃令國民潛意識地支持他就是法師一如以往的強項——催眠。其他的例子還有法師身旁的露絲，戴維斯指安排法師娶妻是為了引證他和博士這時間領主一樣也有個同伴在身邊。另外，法師在勇士號問露絲要否吃Jelly Bady則說明他是個如假包換的時間領主。在這集中，戴維斯通過劇本澄清一點：博士和法師並非親兄弟。這猜想源於《異世奇人》支持者對於經典系列的傳聞，但戴維斯否認：「他們不可能會是兄弟！」為說明這一點，戴維斯特意安排鐘斯問博士法師是否與他有親戚關係，例如是兄弟，博士的回應是：「你看得電視太多了。」
為宣傳本集，劇組製作一段名為「請支持薩克森」的偽政黨政治廣播，參與客串演出的包括樂隊McFly、電視主持莎朗·奧斯本和保守黨黨員安·威特庫朗。

### 拍攝
科林·傑夫擔任本集／〈最後的時間領主〉合集的導演。此前，他未曾替《異世奇人》執導，但他是衍生劇《火炬木小組》及《珍姐科幻大冒險》的導演之一。這合集於2007年2月7日開鏡，3月7日殺青。上布製作室是主要的內景，用以充當TARDIS和勇士號的內部，以及鐘斯的家。
其餘的鏡頭在外景拍攝，位於格拉摩根谷的罕索爾城堡是劇中的國事廳以及記者魯克採訪露絲的地方。珀納斯的韋華爾街（Cwrt-y-vil road）用作鐘斯一家被綁架的地點。聖安東的一塊平地用作為機場跑道。阻於經費已接近用完，劇組無法重建如《撞毀大笨鐘》和《第三次世界大戰》中的唐寧街10號佈景。因此，這集的唐寧街10號佈景與之前的不一樣。
本集的外星生物「圖飛球」全由CGI效果繪畫。戴維斯指早在2004年時他已想出一種「會飛的球狀外星生物」。他形容這種外星生物「比足球大一點、鋼造、全身都是武器、聲線像兒童，卻好殺」。

## 發行和反響
〈鼓聲〉2007年6月23日晚上7時15分在BBC One播映。據收視報告指，當晚共有751萬人收看這集，收視率達40%。欣賞指數方面，節目的得分是87分。
儘管在欣賞指數取得高分，〈鼓聲〉在劇評家間的評價兩極，從極正面到極負面都有。IGN的特拉維斯·費科特在10分為滿分下給這集9分，他大讚約翰·森完完全全地演活法師一角，又很喜歡博士與法師的互動。同時，他還對劇中的如博士的老妝和「圖飛球」從天而降的效果十分欣賞。《偏鋒雜誌》的萊士·魯迪格同樣對這集讚不絕口，以「史詩級」來形容這集的最後一幕，又指劇中的所有演員也發揮得很好。
數碼間諜的東尼·德爾加多在5星滿分下給〈鼓聲〉3星，直言與前幾集相比「不太滿意」此集。不過，他頗欣賞劇中的插曲和森的演出。DVD Talk的尼克·里昂斯將這集與〈最後的時間領主〉一同評論，認為這兩集可謂整個系列最差，儘管有傑克隊長和法師的回歸，但依無法掩蓋這兩集沉悶的事實。影音俱樂部的阿拉斯代爾·威爾金斯對這集大力加鞭，給了「不合格」的F，認為劇集一開始時博士等人返回當代倫敦就是個反高潮，摧毀了整集的水平。

## 資料來源
1. 1 2 3 4  Burk, Graeme; Smith?, Robert.  1st. ECW Press. 2012-03-06: 176-177. ISBN 1-55022-984-2.
2. ↑  Annabel, Gibson; Moray, Laing.  1st. BBC Book. 2013-04-01: 72–74. ISBN 978-1465402677.
3. ↑  The Essential Doctor Who: The Master. March 2015: 106–107.
4. ↑  .   [2007-06-20]. （原始内容存档于2007-10-17）.
5. ↑  The Essential Doctor Who: The Master. March 2015: 102–103.
6. ↑  Burk, Graeme; Smith?, Robert.  1st. ECW Press. 2012-03-06: 238-239. ISBN 1-55022-984-2.
7. 1 2 3 4 5 6 7 8 9  doctor who magazine special edition. 2007, (17): 112–125.
8. 1 2 3 4 5  . Doctor Who: A Brief History Of Time (Travel). 2014-07-06  [2015-09-15]. （原始内容存档于2013-11-04）.
9. ↑  doctor who magazine special edition. 2007, (17): 7.
10. ↑  Doctor Who Magazine. August 2007, (386): 6.
11. ↑  . Doctor Who News.   [2014-12-27]. （原始内容存档于2015-10-18）.
12. ↑  Fickett, Travis. . IGN. 2007-10-01  [2015-09-15]. （原始内容存档于2020-10-27）.
13. ↑  Ruediger, Ross. . Slant Magazine. 2007-09-29  [2015-09-15]. （原始内容存档于2018-12-15）.
14. ↑  Delgado, Tony. . Digital Spy. 2007-07-16  [2015-09-15].
15. ↑  Lyons, Nick. . DVD Talk. 2007-10-29  [2013-07-03]. （原始内容存档于2014-08-22）.
16. ↑  . AV Club. 2014-04-20  [2015-09-15]. （原始内容存档于2017-08-20）.

## 外部連結
- "The Sound of Drums" 在 BBC《異世奇人》的主頁
- "Utopia" / "The Sound of Drums" / "Last of the Time Lords" 在 異世奇人參考導覽
- "The Sound Of Drums" / "Last Of The Time Lords" 在 異世奇人: 時間（旅行）簡史
- 互联网电影数据库上鼓聲的资料（英文）